# Byron Heights
Byron Heights är en bergskedja på Västra Falkland i den brittiska ögruppen Falklandsöarna i Sydatlanten .
Byron Heights sträcker sig 13,0 km i sydostlig-nordvästlig riktning. Den högsta punkten är 497 meter över havet.
På Byron Heights finns en av tre radarstationer (Remote Radar Head, RRH Byron Heights) placerad, som är avsedda att övervaka luftrummet och upptäcka fientliga militära aktiviteter i närheten av ögruppen .